# Bernard de Constance
Bernard de Constance ou Bernard le Saxon, né en duché de Saxe et mort le 15 mars 1088 vraisemblablement à l'abbaye de Corvey, est un bénédictin allemand, un juriste du Haut Moyen Âge et un savant qui dirigea l'école-cathédrale de Constance.

## Biographie
Bernard le Saxon acquiert une formation classique et juridique en tant que canoniste. Il est l'élève d'Adalbert de Constance et dirige à partir de 1049 l'école-cathédrale de Constance. Il a entre autres comme élève le chroniqueur Bernold de Constance. Il participe avec ce dernier au synode de Rome de 1076 et a un échange épistolaire avec le Pape Grégoire le Grand, dont les deux hommes partagent les vues réformistes.
Bernard de Constance est un ferme opposant de l'empereur Henri IV dans la Querelle des Investitures et prend parti pour le Pape. Il écrit un traité, Liber canonum contra Henricum IV et plusieurs libelles contre l'empereur.
Il est aussi l'auteur d'une chronique relatant la fondation du diocèse de Hildesheim, Fundatio ecclesiæ Hildensemensis (1075).

## Sources
- Traduction de l'article Wikipedia en allemand
- Notices d'autorité :   - VIAF
  - GND